# 초대받지 않은 여행
《초대받지 않은 여행》은 1989년 5월 4일에 MBC에서 방영된 어린이날 특집 드라마이다.

## 줄거리
천재적인 유전공학도인 현상철 박사는 인간의 세포를 젊게 만드는 야심적인 실험에 성공한다. 그러나 농도계산의 착오로 자신이 그만 12살 소년이 되고, 그의 꼬마 친구인 12살 소년 민수가 24살 청년으로 훌쩍 커버린다.

## 출연
- 길용우 - 현상철 역
- 이민우 - 어린 상철 역
- 조현철 - 김민수 역
- 홍학표 - 어른 민수 역
- 최화정 - 장희선 역
- 김윤경 - 민수 엄마 역
- 김길호 - 황 이사 역
- 박상조 - 부장 역
- 임정하 - 민 박사 역
- 박병훈
- 천호진 - 괴한1 역
- 유식 - 괴한2 역
- 임대호
- 홍성찬
- 박희진 - 진아 역
- 이진주
- 박주현